# Thurlby by Bourne
Thurlby lub Thurlby by Bourne – wieś i civil parish w Anglii, w hrabstwie Lincolnshire, w dystrykcie South Kesteven. Leży 56 km na południe od Lincoln i 138 km na północ od Londynu.
W 2011 roku civil parish liczyła 2153 mieszkańców. Thurlby jest wspomniana w Domesday Book (1086) jako Torulfi/Turolvebi.